# Eduard Redlhammer
Eduard Redlhammer, plným jménem Eduard Moritz Redlhammer, uváděn též jako Redelhammer (22. února 1829 Liberec - Kristiánov – 12. dubna 1916 Jablonec nad Nisou), byl rakouský a český podnikatel a politik německé národnosti, v 60. letech 19. století poslanec Českého zemského sněmu.

## Biografie
Profesí byl podnikatelem a obchodníkem v sklářském a bižuterním průmyslu. Zpočátku se ale věnoval hlavně textilnímu průmyslu. Pocházel z podnikatelské rodiny Redlhammerových, která od přelomu 18. a 19. století působila v Čechách, zpočátku v Praze, pak na Liberecku. Prvním takto působícím podnikatelem byl děd Eduarda Mortize Franz Redlhammer. Ten převedl podnikání na svého syna Wenzela Eduarda Johanna Redlhammera (1798–1870), který provozoval přádelnu v Rochlici u Liberce, od roku 1829 nově jím zbudovanou přádelnu v Dolním Tanvaldu. Roku 1855 založil vlastní obchodní společnost, roku 1857 přeměněnou na firmu Gebrüder Redlhammer. Tu vedli jeho dva synové: Albert Redlhammer a Eduard Moritz Redlhammer.
Eduard Moritz Redlhammer absolvoval technická studia. Pobýval na praxi v Anglii, Švýcarsku i Čechách, přičemž se seznamoval s novinkami v konstrukci textilních strojů. Zpočátku pracoval ve firmě svého otce Wenzela Eduarda Johanna Redlhammera. Roku 1869 ho jeho bratranec Friedrich von Leitenberg požádal, aby jako obchodní partner převzal vedení Leitenbergovy továrny v Hrádku nad Nisou. V letech 1879–1880 postavil přádelnu a tkalcovnu bavlny v Loučné u Hrádku nad Nisou, kterou později vedl. Továrna zaměstnávala až 1200 lidí. V roce 1882 přeložil sídlo firmy Gebrüder Redlhammer do Jablonce nad Nisou, přičemž jeho synové Eduard Ludwig Redlhammer a Albert Redlhammer mladší ji přeorientovali na obchod se sklem a bižuterií. Eduard Moritz Redlhammer zůstal společníkem tohoto rodinného podniku.
Roku 1864 zasedl do správní rady Liberecko-pardubické dráhy. Na konci prusko-rakouské války roku 1866 ho město Liberec vyslalo společně s advokátem Ignazem Sieberem do Mikulova, kde měli u pruského armádního a politického vedení intervenovat za odpuštění válečné kontribuce udělené Liberci. V období let 1867–1869 zasedal v libereckém obecním zastupitelstvu. Pak se tohoto postu vzdal.
V 60. letech 19. století se zapojil i do zemské politiky. V doplňovacích volbách počátkem ledna 1863 a znovu v řádných zemských volbách v lednu 1867 byl na zvolen v kurii obchodních a živnostenských komor (obvod Liberec) na Český zemský sněm. Mandát obhájil za tentýž obvod i v krátce poté vypsaných volbách v březnu 1867. Na mandát rezignoval již před srpnem 1868.
Roku 1905 odešel do penze. Zemřel v dubnu 1916 v Jablonci nad Nisou, v kruhu svých synů, vnoučat a pravnoučat.